# Hypotek
Hypotek (av grekiska hypotheke ’underlag, pant’) eller hypotekarisk pant är en form av pant där objektet inte överlämnats till panthavare. 
Panten, till exempel en fastighet, representeras istället av ett intecknat pantbrev med särskild rätt i en tillgång som lämnas till borgenär som säkerhet för ett hypotekslån. Vanliga hypotek är fastighetshypotek, bostadskreditinstitut, företagshypotek, skeppshypotek och luftfartygshypotek. En förutsättning för fungerande hypotek är att det finns någon form av register över ägande i tillgångar. Många utvecklade ekonomier har fastighetsregister, fartygsregister, företagsregister, eller register över flygplan, varför dessa tillgångsslag kan bli föremål för uttagande av panter.

## Grunderna för hypotekslån
Hypotekslån är den huvudsakliga mekanismen som används i många länder för att finansiera privat ägande av bostäder och kommersiella fastigheter.

### Grundläggande begrepp och rättslig reglering
Enligt angloamerikansk fastighetsrätt uppstår en inteckning när ägaren (vanligtvis av ett enkelt intresse i fast egendom) överför sitt intresse (rätten till fastigheten) som säkerhet eller erhållen säkerhet för ett lån. En inteckning är alltså en belastning (begränsning) av en äganderätt precis som ett servitut, men eftersom de flesta inteckningar är ett villkor för att få nya lånepengar har ordet inteckning blivit en allmän term för ett lån som säkras av sådan egendom. Precis som andra typer av lån har bolån en ränta och måste amorteras över en viss tidsperiod. Alla fastigheter kan vara och är vanligtvis säkrade genom ett hypotekslån och har en räntesats som antas återspegla långivarens risk. 

### Underwriting av hypotekslån
Under processen för godkännande av hypotekslån verifierar försäkringsgivaren den finansiella information som den sökande lämnat om inkomst, anställning, kredithistorik och värdet på den bostad som ska köpas genom att utvärdera. En utvärdering kan komma att beställas. Försäkringsprocessen kan ta allt från några dagar till några veckor att slutföra. Ibland tar garantiprocessen så lång tid att inlämnade finansiella rapporter måste lämnas in på nytt för att de ska vara uppdaterade.